# Сказа-Вайс, Ойген
Ойген Сказа-Вайс (нем. Eugen Skasa-Weiß, псевдоним O. Skalberg; 22 февраля 1905, Нюрнберг, Королевство Бавария — 17 октября 1977, Лондон) — немецкий писатель, фельетонист, эссеист и журналист.

## Жизнь и творчество
Ойген Сказа-Вайс получил высшее образование в университетах Киля, Кёнигсберга и Кёльна, где изучал филологию (германистику) и театральное искусство. Затем работал как редактор в Кёльне. Во время Второй мировой войны в 1943 году дом семьи Сказа-Вайс был в результате бомбардировок разрушен, и он с женой и детьми переезжает в родительский дом, в Графинг близ Мюнхена.
После окончания войны он жил близ Мюнхена и писал книги, многочисленные статьи для прессы, фельетоны, критические и путевые заметки, диалоги. Автор более тридцати книг. Будучи мастером классической фельетонистики, стоит в одном ряду с такими авторами, как Виктор Обуртен, Альфред Польгар и Петер Бамм.

## Семья
Старший из двух сыновей, Рупрехт Сказа-Вайс (род. 1936 г.), в период с 1963 по 2001 год работал редактором отдела фельетонистики газеты «Штутгартер цайтунг», а также до своего ухода на пенсию в 2001 году — членом центральной редакции издательства Клетт-Готта (Klett-Cotta-Verlag). Младший сын Михаэль (род. 1942 г.) был также писателем, театральным критиком, радиожурналистом, до 2011 года почти 40 лет автор утренней воскресной программы «Sonntagsbeilage» («Утреннее приложение») на баварском радио Bayern 2.

## Избранные сочинения
- Deutschland deine Franken (Герммания, твои франконцы), Rowohlt Taschenbuch Verlag 1975 ISBN 3-49911-852-1.
- Die Kunst zu schnurren (Искусство мурлыкать), Schöffling & Co ISBN 3-89561-702-4.
- Traumstraßen Deutschland (Улицы мечтаний Германии), Bertelsmann Lesering 1973.
- So lacht Germania. Humor zwischen Isar und Elbe (Так Германия смеётся. Юмор между Изаром и Эльбой), Herder, Freiburg 1971.
- Bambushalm und Pfirsichblüte (Поросль бамбука и цветок персика), Buchheim Verlag 1959.
- Blütenzauber aus China (Китайское волшебство цветения), Buchheim Verlag, Feldafing 1958.

## Награды
- 1966: Премия Тукан (Tukan-Preis)
- 1968: Премия Теодора Вольфа (Theodor-Wolff-Preis)
- 1970: Премия в области искусств Швабии (Schwäbischer Kunstpreis)

## Цитаты
- Кошка это зверь, перед которым богини, поэты, художники, ведьмы, волшебники и дети очарованно преклоняются (Die Katze ist das Tier, zu dem sich Göttinnen, Dichter, Maler, Hexen, Zauberer und Kinder fasziniert niederbeugen.)

- Кошка добилась того, чтобы остаться загадкой для человека (Die Katze hat sich vorgenommen, dem Menschen ein Rätsel zu bleiben.)

- Я знаю кошек, сумасбродных цветочных почитателей, которые как чуткие эстеты с молитвенно поджатыми лапками склонялись над розой, с другой стороны мне перебегали дорогу неуловимые духи, имевшие сходство с кактусами и обдиpавшие своих сородичей, как только те им попадались (Ich kenne Katzen, die entrückte Blümenanbeter sind und sich mit eingeklinkten Pfötchen als andächtige Ästeten vor einer Rose niederlassen, andererseits sind mir manische Poltergeister über den Weg gelaufen, die einen Pick auf Kakteen hatten und solche Gesellen auszupften, sooft sie sie erwischten.)